# Sweetsen fest
Sweetsen fest je hudební a divadelní open-air festival konaný vždy na přelomu června a července ve Frýdku-Místku. Mezi performery se vyskytují jen kapely, soubory a osobnosti pocházející z Frýdku-Místku. Diváci mají vstup zdarma a umělci vystupují bez nároku na honorář. Již tradičně se také každý den pořádá sbírka pro neziskové organizace ve městě. Název festivalu je svérázným přepisem názvu pořádajícího občanského sdružení Pod Svícnem.

## Historie
Tradice Sweetsen festu pochází zhruba z přelomu tisíciletí, kdy se vždy v červnu pořádala hudební setkání místních kapel s názvem Úplněk v zahradě. Tyto koncerty, pořádané na zahradě Národního domu (odtud název), však začaly záhy nabývat na popularitě, a proto se dosavadní prostory staly již nedostačujícími. Pořadatelé tudíž přišli s myšlenkou zorganizovat mnohem větší akci formou plnohodnotného festivalu.

### Sweetsen fest 004
Roku 2004 se tedy v areálu Sokolík na dvou scénách pořádá první ročník Sweetsen festu s názvem SWEETSEN FEST 004. Začíná také pravidelné vydávání festivalového sampleru, kompilačního hudebního nosiče s nahrávkami vystupujících skupin.

### Sweetsen fest 005
Program festivalu se rozšiřuje do dvou dní.

### Sweetsen fest 006
Do dosavadního hudebního spektra se kromě klasických kapel nově začleňuje i hip-hopové pásmo.

### Sweetsen fest 007
Přípravu čtvrtého ročníku provází velké množství emocí. Festival oproti minulým letem nepodpoří město ani kraj a pořadatelé proto prohlašují, že se tento ročník Sweetsen festu ruší z důvodu nedostatku peněz. Bezprostředně po tomto prohlášení se na webových stránkách města objevují informace o jiné hudební akci pořádané v termínu původního Sweetsen festu 007 na stejném místě, a to také se vstupem zdarma a pouze pro umělce z Frýdku-Místku. V následné velmi vypjaté atmosféře se velké množství performerů od této nové akce distancuje. Organizátorům Sweetsen festu 007 se nakonec daří získat sponzorskou podporu skupiny ČEZ. Za její finanční pomoci se festival z osobních (viz výše) i kapacitní důvodů opět stěhuje, a sice na současné místo konání, frýdecký stadion TJ Slezan. Poprvé probíhá vybíraní peněz na dobročinné účely.

### Sweetsen fest 008
Tento rok festival radnice finančně podpořila, návštěva se poprvé přehoupla přes 10 000 diváků. Jeden z avizovaných účinkujících, držitel Anděla 2006 za world music – Tomáš Kočko, si ovšem v tomto roce během folklorního festivalu neodpustil kritiku radnice ohledně zamýšlené trasy obchvatu města. Navzdory následovnému tlaku ze strany radního a poslance Petra Rafaje na festivalu vystupuje a spolu se skupinou Downbelow odsuzuje pokus na své odstavení z festivalu.

### Sweetsen fest 009
Pro změnu zase bez podpory města. Koaliční zastupitelé ČSSD a KSČM se odvolali na údajné agitační politické zneužití celého festivalu v minulém roce (ze strany Tomáše Kočka) a žádost o dotaci zamítli. Následně město jako spoluvlastník kvůli formálním pochybením zakazuje jakékoli akce v areálu TJ Slezan, kde se měl Sweetsen fest 009 konat. Časem se ale vztahy usmiřují, radnice města přejímá nad festivalem záštitu a navzdory dřívějším zprávám zůstane i místo konání stejné. Finanční problémy doslova za pět minut dvanáct (tj. asi 14 dní před začátkem akce) řeší spásný sponzor, kterým je stejně jako před dvěma lety skupina ČEZ a festival se tedy koná v plném rozsahu.

### Sweetsen fest 010
Tento rok je Sweetsen fest poprvé třídenní, na nové třetí scéně se objevují první divadelní soubory. Město se stává oficiálním spolupořadatelem a dotuje festival do té doby nejvyšší částkou 150 000 Kč.

### Sweetsen fest 011
Festival i osmým rokem roste, spolu s ním i finanční obnos ze strany města. Vzniká čtvrtá scéna, počet umělců přesahuje stovku. Novinkami jsou program pro dětské návštěvníky, promítání letního kina a slavnostní ohňostroj v průběhu posledního festivalového dne.

### Sweetsen fest 015
Zahájení festivalu v roce 2015 se těšilo vysoké účasti veřejnosti v nově postavené sportovní hale Polárka s hvězdami večera Symfonickým orchestrem Frýdek-Místek a jeho hosty.